# Organització Comunista Internacional
L'Organització Comunista Internacional (OCI) és un partit d'idees trotskistes amb diferent implantació i diferent estratègia d'acció a cada país, que a França tingué a Pierre Lambert i Nahuel Moreno com a líders destacats. A l'Estat Espanyol tingué activitat a la dècada de 1970, fent servir la força quan ho creia necessari.